# 11 de gener
L'11 de gener és l'onzè dia de l'any del calendari gregorià. Queden 354 dies per finalitzar l'any i 355 en els anys de traspàs.

## Esdeveniments
Països Catalans
- 1284, Barcelona: Concessió del privilegi Recognoverunt Proceres pel rei Pere el Gran.
- 1323: Jaume II atorga a la reina Elisenda les rendes de tot el Berguedà.
- 1939, Tortosa: el context de la Guerra Civil espanyola, l'exèrcit franquista ocupa la ciutat.

Resta del món
- 1787: l'astrònom William Herschell descobreix les dues llunes més grans d'Urà (Titània i Oberó) amb el seu telescopi.
- 1913: el Dalai-lama proclama la independència del Tibet.
- 1933, Fets de Casas Viejas: s'hi proclama el comunisme llibertari, revolta reprimida pel govern de la Segona República Espanyola.[1]
- 1942, Segona Guerra Mundial: el Japó ocupa Kuala Lumpur.
- 1982, Cantàbria: es publica al BOE l'Estatut d'Autonomia de Cantàbria.
- 2020: la Xina reconeix la primera defunció oficial provocada per la COVID-19.[2]

## Naixements
Països Catalans
- 1849 - València: Ignasi Pinazo i Camarlench, pintor valencià impressionista (m. 1916).
- 1857 - Barcelona: Rosa Cazurro i Marcó, actriu catalana, que estrenà moltes obres de Frederic Soler (m. 1936).[3]
- 1911 - Sa Pobla, Mallorca: Antònia Buades Vallespir –Madò Buades–, cantadora i folklorista mallorquina (m. 2007).[4]
- 1936 - Barcelona: Oriol Regàs i Pagès, promotor cultural, aventurer i empresari català (m. 2011).
- 1943 - Barcelona: Eduard Mendoza, escriptor català en llengua castellana.
- 1954 - Barcelona: Vicky Peña, actriu catalana.[5]
- 1958 - La Rambla, Còrdova: Carmen Osuna Cubero, metgessa i política valenciana, que ha estat diputada a les Corts.[6]
- 1975 - Castelló de la Plana: Iban León (Iban León i LLop). Nom de ploma: Iban L. Llop, poeta valencià en llengua catalana.

Resta del món
- 1503 - Parma, Itàlia: Parmigianino, pintor del Renaixement (m. 1540).
- 1760 - Litchfield, Connecticut, Estats Units: Oliver Wolcott, polític, governador de Connecticut i Secretari del Tresor estatunidenc.
- 1885 - Nova Jersey: Alice Paul, sufragista, feminista i activista pels drets de les dones estatunidenca (m.1977).[7]
- 1901 - Newark (Nova Jersey), EUA: Earl Baldwin, guionista i productor de cinema estatunidenc.
- 1903 - Sud-àfrica: Alan Paton, escriptor, pedagog i activista anti-apartheid.
- 1916 - Budapest: Eszter Voit, gimnasta artística hongaresa, medallista olímpica, que competí durant la dècada de 1930 (m. 1990).[8]
- 1924 - Dijon (França): Roger Guillemin, neurocirurgià, Premi Nobel de Medicina o Fisiologia de l'any 1977.
- 1929 - Casapulla, Itàlia: Nicoletta Orsomando, locutora i actriu italiana.
- 1930 - Sydney, Nova Gal·les del Sud (Austràlia): Rod Taylor, actor de cinema i sèries de televisió australià, que es va convertir en galant i estrella de cinema a Hollywood (m. 2015).
- 1931 - Nova York, Eve Queler: directora d'orquestra estatunidenca.[9]
- 1932 - Mèxic: Alfonso Arau, actor, director de cinema, guionista, productor de cinema i televisió mexicà.
- 1936 - Hamburg: Eva Hesse, pintora, escultora i artista tèxtil estatunidenca, pionera en l'ús d'alguns materials (m. 1970).[10]
- 1942 - Norfolk, Virgínia, Estats Units: Clarence Clemons, saxofonista nord-americà, membre de l'E Street Band (m. 2011).[11]
- 1949 - Madrid: Paloma Chamorro, periodista espanyola vinculada al moviment anomenat Moguda madrilenya (m. 2017).[12]
- 1954 - Vidisa, Madhya Pradesh (Índia): Kailash Satyarthi, activista contra el treball infantil i guanyador del Premi Nobel de la Pau.
- 1972 - Nova York, Estat de Nova York, EUA: Amanda Peet, actriu estatunidenca.[13]
- 1975 - Florència, Itàlia: Matteo Renzi, polític italià, que fou primer ministre d'Itàlia des de febrer de 2014 fins a desembre de 2016.
- 1977 - Madrid: María Espinosa de la Llave, advocada i política espanyola.[14]
- 1981 - Birmingham, Anglaterra: Jamelia Niela Davis, coneguda com a Jamelia, cantant de R&B anglesa d'origen jamaicà.[15]

## Necrològiques
Països Catalans
- 1910 - Barcelona: Adela Clemente i Ferran, actriu catalana (n. 1861).[16]
- 1977 - Esclanyà: Josep Pallach i Carolà, mestre, pedagog i polític català.
- 2013 - Barcelona: Anna Lizaran i Merlos, actriu catalana.[17]
- 2018 - Barcelona: Immaculada Cabeceran Soler, futbolista catalana, pionera del futbol femení a Catalunya (n. 1952).[18]
- 2021 - Barcelona: Tom Roca, ninotaire i productor i director de programes televisius.[19]
- 2022 - Barcelona: Jordi Sabatés, músic català especialitzat en el jazz (n. 1948).[20]

Resta del món
- 1754 - Yangzhou, Jiangsu (Xina): Wu Jingzi (en xinès tradicional: 吳敬梓; en xinès simplificat: 吴敬梓; en pinyin: Wú Jìngzǐ), escriptor xinès de la dinastia Qing (n. 1701).[21]

- 1801 - Venècia, Itàlia: Domenico Cimarosa, compositor italià (n. 1749).
- 1819 - Madrid, Espanya: José Juan Camarón y Meliá, pintor i gravador valencià (n. 1760).
- 1845 - Wiltshire, Regne Unit: Etheldred Benett, una de les primeres geòlogues angleses (n. 1776).[22]
- 1892 - Brussel·les, Bèlgica: Arnold Joseph Blaes, clarinetista belga.
- 1959 - Rio de Janeiro: Susana Soca Blanco, poeta uruguaiana resident a França (n. 1906).[23]
- 1969 - Farborough (Regne Unit): Richmal Crompton, escriptora especialitzada en llibres infantils i narracions de por (n. 1890).
- 1980 - L'Havana: Celia Sánchez Manduley, guerrillera i política cubana, una de les líders de la Revolució cubana (n. 1920).[24]
- 1988 - Nova York (EUA): Isidor Isaac Rabi, físic nord-americà d'origen austríac, Premi Nobel de Física de 1944 (n. 1898).
- 1991 - San Marino, Califòrnia (EUA): Carl David Anderson, físic estatunidenc, Premi Nobel de Física de 1936 (n. 1905).
- 2008 - Auckland, Nova Zelanda: Sir Edmund Hillary, muntanyenc, un dels dos primers homes a pujar, l'any 1958 a l'Everest.
- 2010 - 
  - París, França: Éric Rohmer, crític i director de cinema francès (n. 1920).
  - Hoorn: Miep Gies, resistent que amagà Anne Frank i en conservà El diari (n. 1909).[25]
- 2013 - Nova York (EUA): Aaron Swartz, programador informàtic estatunidenc (n. 1986).
- 2015 - Rocca di Papa, Itàlia: Anita Ekberg, actriu, model i símbol sexual italiana, sueca de naixement (n. 1931).
- 2022 - Aviano: David Sassoli, polític, periodista i conductor televisiu (n. 1956).
- 2022 - Minneapolis (EUA): Clyde Bellecourt, líder i activista chippewa per als drets indígenes americans (n. 1936).[3]

## Festes i commemoracions
- Santoral:
  - sant Higini I, papa i màrtir;
  - Sant Paulí II d'Aquileia, bisbe;
  - David I d'Escòcia, rei; venerable
  - Anna Maria Janer i Anglarill, venerable fundadora de les Germanes de la Sagrada Família d'Urgell.